# 出雲伊波比神社
出雲伊波比神社（いずもいわいじんじゃ）は埼玉県入間郡毛呂山町に鎮座する神社。旧社格は郷社。式内小社「出雲伊波比神社」の論社の1つ。
埼玉県内で唯一流鏑馬が毎年奉納される。

## 歴史
創建について、社伝（『臥龍山宮伝記』）では、景行天皇53年に日本武尊が天皇より下賜された鉾を奉納して大己貴命を祀ったのち、成務天皇の代に武蔵国造がアメノホヒを合祀して出雲伊波比神としたとされる。
奈良時代の宝亀3年（772年）に官幣社として幣帛を受けた記録が太政官符にある。
平安時代の延喜式神名帳では入間郡鎮座5社の筆頭とされた。
現在の社殿は、大永7年（1527年）の焼失翌年に再建されたものである。

## 文化財

### 重要文化財（国指定）
- 本殿（附：棟札2枚） - 一間社流造、銅板葺、大永8年（1528年）建立[2]

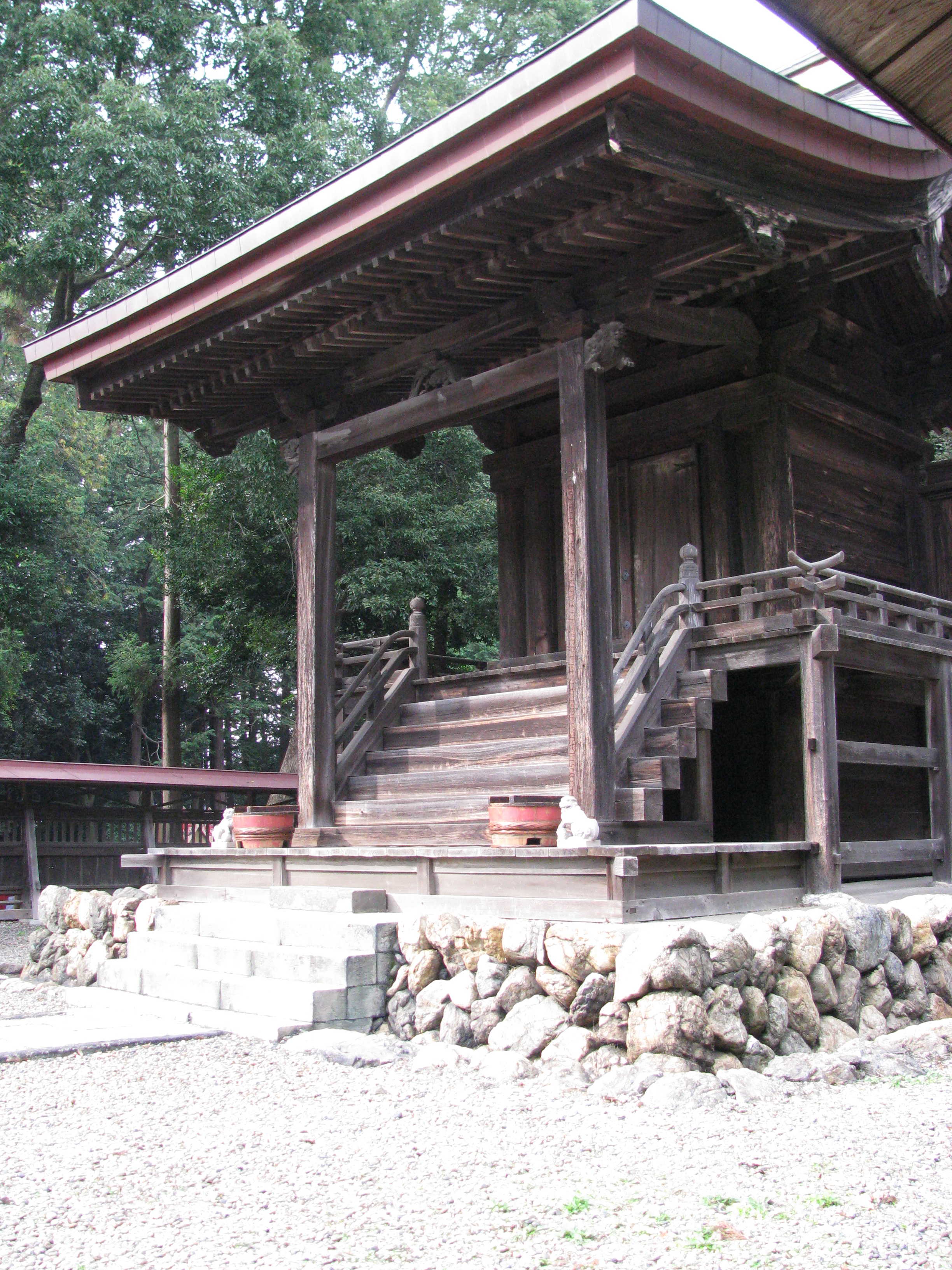
本殿
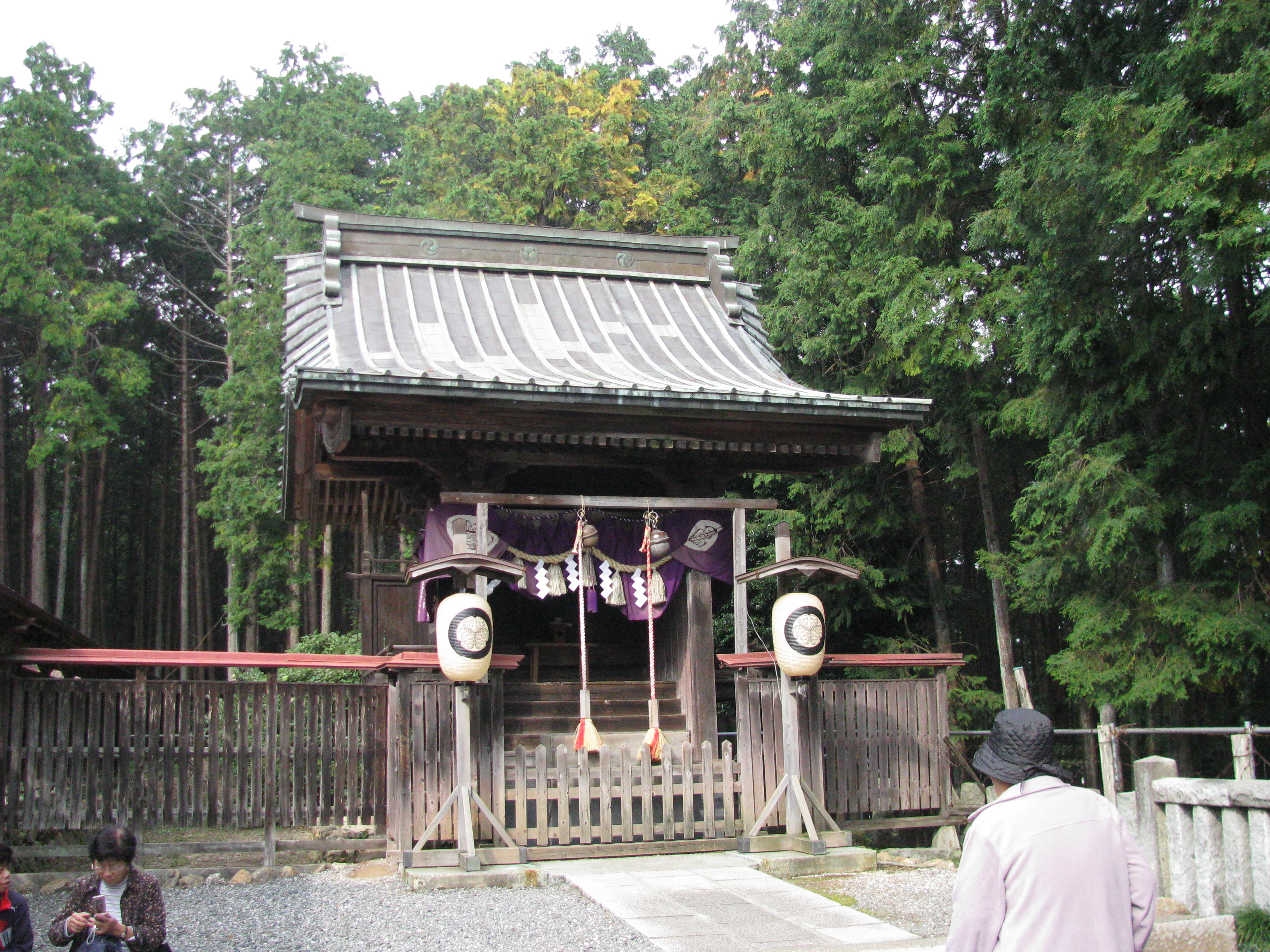
八幡宮
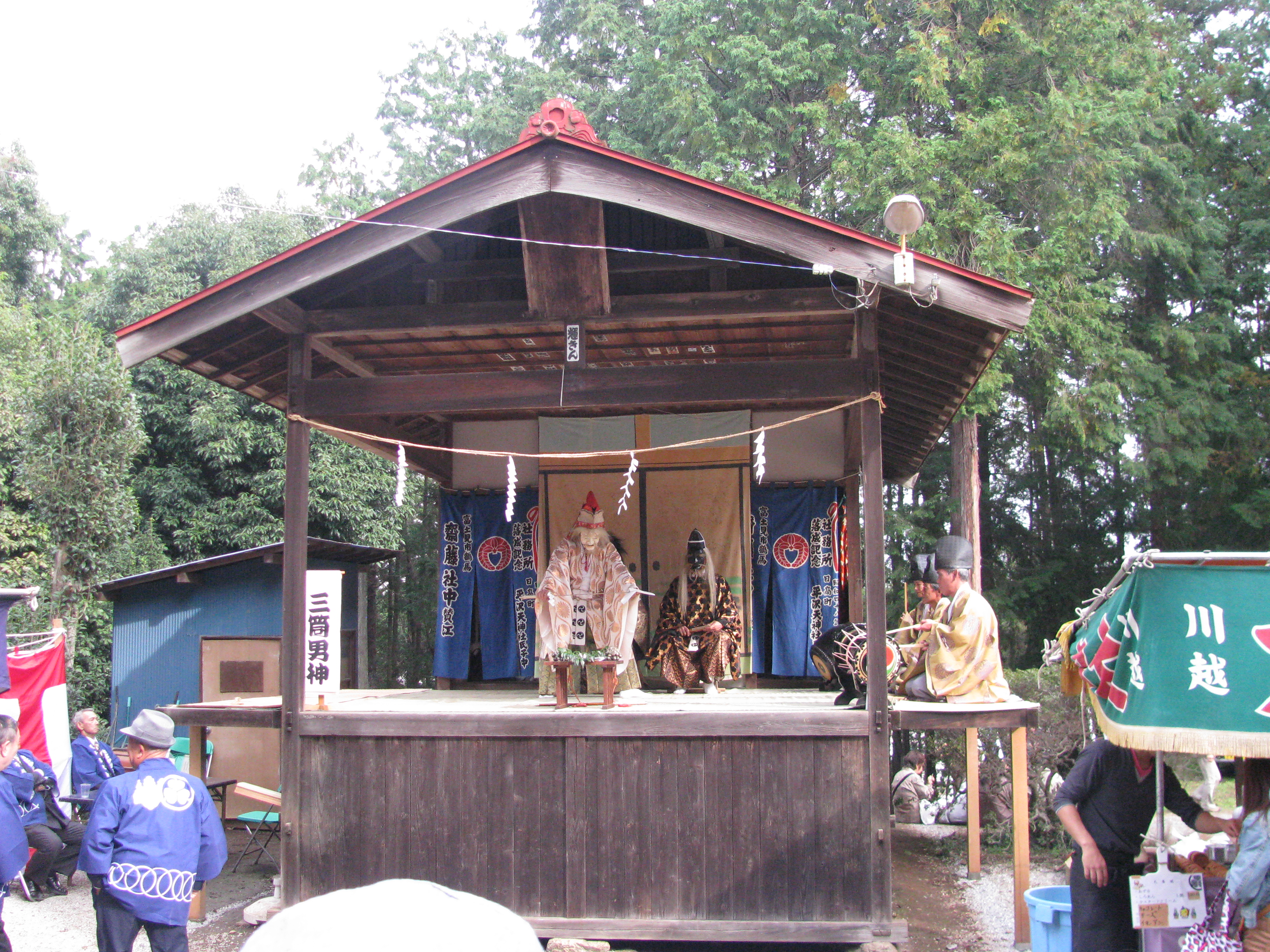
神楽殿
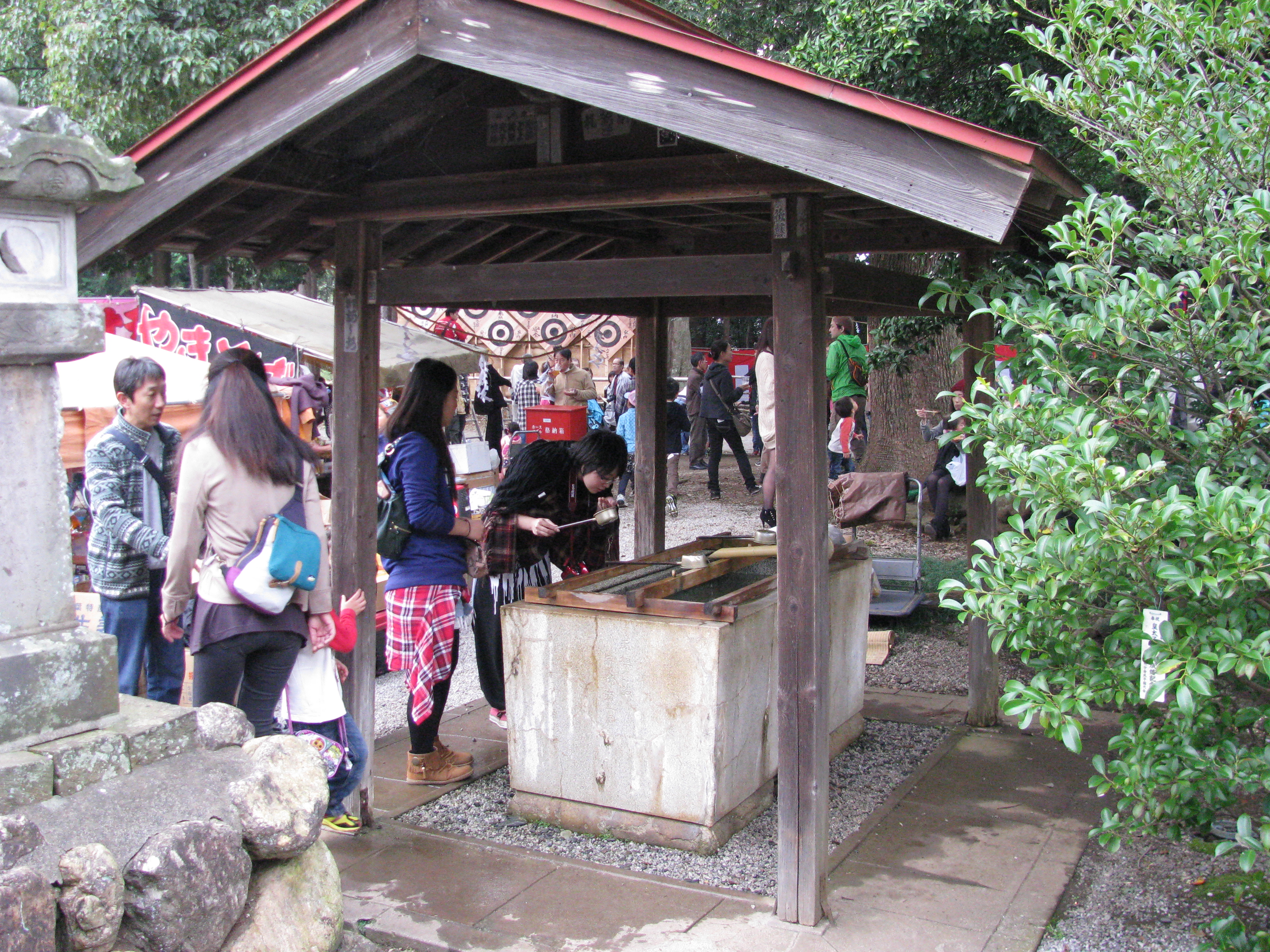
手水舎

## 流鏑馬
当社の流鏑馬は康平6年（1063年）に源義家が奉納したものが発祥とされる。2010年代現在では春秋の2回開催されるが、春は7歳未満の男児が騎乗して1度だけ矢を射る儀式（願的）をおこなうものである。本格的な騎射（夕的）が実施されるのは秋の本祭りで、こちらは15歳程度の少年が騎乗し、3頭の馬（祭礼区ごとに1頭）による3回の騎射がおこなわれる。
開催日時（本祭り）：毎年11月3日（文化の日）
朝的　午前9時ごろから10時30分ごろまで
夕的　午後2時30分から5時ごろ

## その他
2016年に、境内に多くの野猫が住みつき、問題になっていると報じられた。

## 所在地
〒350-0465 埼玉県入間郡毛呂山町岩井西5丁目17-1

## 交通アクセス
- JR東日本八高線毛呂駅から徒歩5分
- 東武越生線東毛呂駅から徒歩10分
- 関越自動車道鶴ヶ島インターチェンジまたは首都圏中央連絡自動車道圏央鶴ヶ島インターチェンジより車で約15分